# Riksväg 68

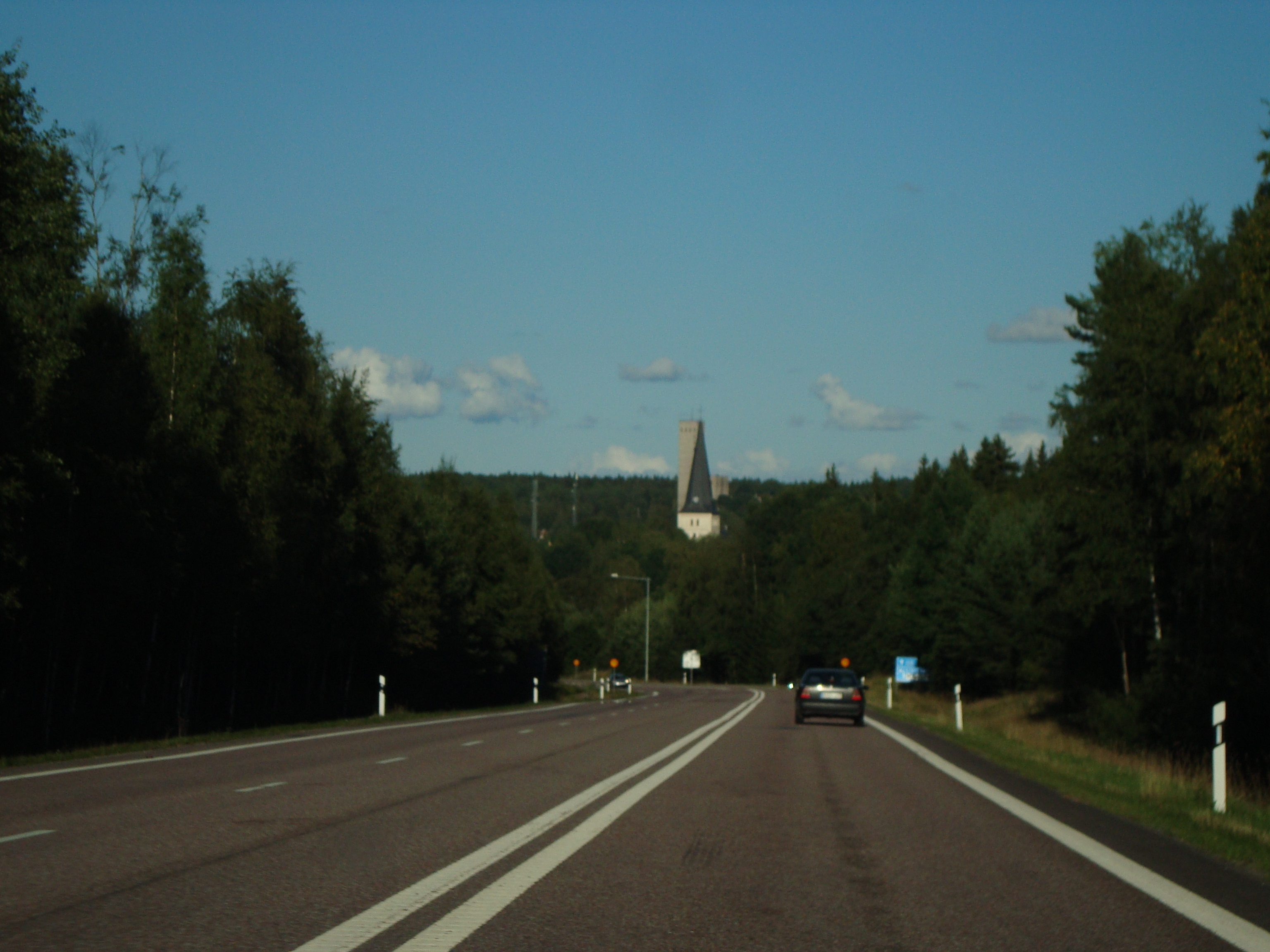
Riksväg 68 vid Norberg.

Riksväg 68 är en riksväg som går från Örebro, via Lindesberg, Fagersta och Avesta till Gävle. Mellan Storvik och Gävle är E16 värdväg för riksväg 68.
Det är en viktig väg för långdistanstrafik Västra Götaland/Närke - Norrlandskusten. Vägen ingår dock inte i stamvägnätet, utan det är E18/riksväg 56 via Västerås som är närmaste stamväg. Eftersom den vägen är bara en knapp mil längre än längs 68:an, går det i normalfallet ungefär lika fort att köra bägge vägarna. En skillnad av betydelse är dock att vägalternativet via Västerås är motorväg/motortrafikled en betydande del av sträckan (Örebro-Västerås), medan riksväg 68 skyltas som vanlig landsväg hela sträckan som inte är gemensam med vägalternativet via Västerås.

## Vägstandard
Sträckan mellan Örebro och Lindesberg delar den med riksväg 50 innan riksväg 68 svänger av åt höger mot Fagersta. Delen närmast Örebro är en 2+2-väg (15,75 m), och sista biten fram till Lindesberg planeras att bli 2+1-väg. När man svängt av efter Lindesberg blir vägen smal (6–7 m) och krokig på många håll tills man kommer fram till Fagersta. Genom Fagersta är vägen fyrfilig med rondeller och trafikljus. Vägen är en 2+1-väg med mitträcke på sträckorna mellan Fagersta och Norberg respektive Norberg och Avesta.
Vid Avesta möter riksväg 70 upp en kort sträcka, innan väg 68 svänger av och blir ganska smal. Den passerar bland annat genom Horndal där hastigheten är sänkt till 30 km/h (under skoltid) förbi Johan-Olovskolan. Dock har sträckorna före och efter Horndal breddats till 9 m. Efter några mil kommer man fram till Storvik vid trafikplats Tegelbruket. Där möter E16 från Falun. 68:an slutar officiellt i Storvik. Från Storvik fram till Sandviken är vägen 2+1- och 2+2-väg med planskilda korsningar innan den övergår till motorväg vid östra infarten till Sandviken. Den första biten fram till Valbo byggdes på 60-talet. Delen fram till Gävle byggdes i början på 50-talet som en fyrfilig väg med plankorsningar, men byggdes ut till motorväg på 80- talet. Motorvägen mellan Sandviken och Gävle är hårt trafikerad av pendlare.

## Planer
Det finns planer på ny väg Kärrbo–Björkviken norr om Skinnskatteberg, cirka 4 km. Vägen är idag smal och krokig. Delar av projektet planeras genomföras före 2021[Uppdatering behövs].

## Historik
Riksväg 68 gick ursprungligen bara Fagersta-Storvik, men förlängdes söderut på 1980-talet. Innan det nuvarande vägnummersystemet infördes på 60-talet, var Fagersta-Avesta länshuvudväg 260 och Avesta-Storvik länshuvudväg 271. Mellan Lindesberg och Fagersta fanns fram till 1980-talet bara småvägar.
Vägen Lindesberg-Fagersta byggdes under 1970-talet eller 80-talets början. Vägen genom Riddarhyttan och därifrån till Fagersta är dock troligen äldre (men fick numrering först på 80-talet).
Vägen Fagersta-Storvik följer i huvudsak samma vägsträckning som åtminstone på 1940-talet, undantaget sträckan förbi Avesta som är från omkring 1990 och sträckan förbi Torsåker som är från 1970-talet.

## Trafikplatser, korsningar och anslutningar
Trafikplatser finns nästan bara gemensamt med riksväg 50, 70 och E16. 
|                             | Nr            | Namn                                            | Skyltning                           |
| --------------------------- | ------------- | ----------------------------------------------- | ----------------------------------- |
|                             | motorväg      | Trafikplats Norrplan                            | Stockholm; Oslo Göteborg Jönköping  |
|                             |               | vid Hovsta                                      | industri?                           |
|                             |               | Trafikplats Lilla Mon                           | Nora, Hällefors                     |
|                             |               | nära Lindesberg                                 | Arboga                              |
|                             |               | nära Lindesberg                                 | Falun, Söderhamn (Rv 68 svänger)    |
|                             |               | nära Lindesberg                                 | Lindesberg (Rv 68 svänger)          |
|                             |               | nära Skinnskatteberg                            | Kopparberg Västerås                 |
|                             |               | i Oti                                           | Ludvika, Sälen; Köping, Kungsör     |
|                             |               | i Fagersta                                      | Västerås                            |
|                             |               | i Norberg                                       | Sala                                |
|                             |               | i Norberg                                       | Hedemora, Rättvik                   |
|                             |               | Trafikplats Lindsnäs                            | Koppardalen, sjukhus                |
|                             |               | Trafikplats Mästerbo                            | Borlänge, Mora (Rv 68 svänger)      |
|                             | Väjningsplikt | Trafikplats Åsbo                                | Enköping (Rv 68 svänger)            |
|                             | Avfart        | Trafikplats Tegelbruket                         | Gävle, Oslo                         |
|                             | -             | Trafikplats Mom                                 | Kungsgården                         |
|                             | -             | Trafikplats Åsen                                | Kungsgården, Ockelbo                |
|                             | -             | Trafikplats Hillsta                             | Kungsgården                         |
| Motortrafikled och motorväg |               |                                                 |                                     |
|                             | -             | Trafikplats Sandviken västra, f.d. Scherpbacken | Sandviken V, Österfärnebo?          |
|                             | -             | Trafikplats Sandviken östra, f.d. Orrberget     | Sandviken Ö, Ockelbo, Österfärnebo? |
|                             | -             | Trafikplats Forsbacka                           | Forsbacka                           |
|                             | -             | Trafikplats Mackmyra                            | Valbo, Västerås, Norrköping         |
|                             | -             | Trafikplats Nybo                                | Valbo                               |
|                             | -             | Trafikplats Hagaström                           | Hagaström, Valbo                    |
|                             | -             | Trafikplats Gävle västra                        | Gävle centrum, Sundsvall, Stockholm |